# Eduardo Molina (métro de Mexico)
Eduardo Molina est une station de la Ligne 5 du métro de Mexico. Elle est située à l'est de Mexico, dans la délégation Gustavo A. Madero et Cuauhtemoc.

## La station
La station est ouverte en 1981.
Son nom lui vient de l'avenue Eduardo Molina, l'ingénieur mexicain qui dirigea les travaux d'adduction du Río Lerma au système d'eau de Mexico. Son symbole est un extrait de la fresque L'eau, source de vie de Diego Rivera qui orne le cárcamo (bassin de décantation) du Río Lerma, dans la deuxième section du parc de Chapultepec.
Comme la station Misterios, la station est un peu en retrait (370 m) de l'avenue qui lui donne son nom; en fait, ses issues se trouvent sur l'avenue Rio Consulado, de sorte que la station attenante de la ligne 5 du Metrobus est appelée Rio Consulado.